# Knock-for-knock agreement
Een knock-for-knock agreement is een overeenkomst tussen verzekeringsmaatschappijen om elkaars klanten niet voor schade aan te spreken.

## Voorbeeld
A is tegen schade verzekerd en B heeft een WA-verzekering. A heeft schade die door B is veroorzaakt. A claimt de schade bij zijn verzekeringsmaatschappij. De verzekeringsmaatschappij zal de schade dan op B verhalen, waarna B de schade bij zijn maatschappij claimt.
Zijn beide partijen bij dezelfde maatschappij verzekerd, dan is dit overbodige moeite. Het is niet eens nodig om te onderzoeken of B inderdaad schuld heeft aan het voorval.

## Verschillende maatschappijen
Zijn A en B bij verschillende maatschappijen verzekerd, dan is het mogelijk dat die maatschappijen een knock-for-knock agreement hebben. Dat houdt in dat de maatschappij van A de schade betaalt. Bij een ander schadegeval zullen de rollen van de twee maatschappijen andersom zijn. Uiteindelijk besparen de maatschappijen op onderzoeks- en proceskosten, omdat het niet nodig is de schuldvraag te onderzoeken.

## No claim
Bij een verzekering van motorvoertuigen ligt de zaak een beetje anders, omdat de verzekerden een no-claimkorting hebben. In dat geval zal de schuldvraag onderzocht moeten worden om vast te stellen welke partij de korting verliest. Aangezien dit een tijdrovende gebeurtenis is hebben de grote verzekeraars de Overeenkomst Vereenvoudigde Schadeafwikkeling opgericht. Hierin staat voor elke mogelijke botsingssituatie en voor kettingbotsingen tussen twee motorrijtuigen beschreven welke verzekeraar de schade draagt. 

## Praktijk
Een knock-for-knock agreement komt in de praktijk weinig voor. In Nederland is het wel gebruikelijk dat brandverzekeraars geen schade op particulieren verhalen, tenzij de schade opzettelijk is veroorzaakt. Daarnaast is met name in de binnenvaart gebruikelijk dat de zogenaamde onderlinge verzekeraars een knock-for-knock agreement met elkaar hebben, hoewel hier een maximum aan verbonden kan zijn. Overschrijdt de schadeomvang dat maximum dan kan de agreement vervallen. Ook hier is het bedoeld om de kosten voor expertise en schadebehandeling binnen de perken te houden.